# 近衛政家
近衛 政家（このえ まさいえ）は、室町時代中期から戦国時代前期にかけての公家。関白、太政大臣。藤原北家摂家近衛家14代当主。一字名は霞。号は後法興院。

## 生涯
文安元年（1444年）、関白・太政大臣を務めた近衛房嗣（ふさつぐ）の次男として生まれる（生年については1445年、1446年説もあり）。兄に近衛教基（右大臣）、弟に道興（大僧正准三后）、増運（大僧正准三后）、政深（権僧正法印）、政弁（大僧正）らがいる。
元服の際には室町幕府第8代将軍足利義政より偏諱の授与を受けて政家と名乗る（弟の政深、政弁も同様）。
寛正3年（1462年）、兄の教基が男子なくして死去したのに伴い、政家が近衛家を嗣ぐことになる。
翌年、従三位に叙され、右近衛中将に任ぜられる。その後も連年昇進を続け、応仁元年（1467年）には権大納言となり、文明4年（1472年）には正二位内大臣となる。
応仁の乱が終熄した文明11年（1479年）に関白左大臣となる。同15年関白を辞した後、長享2年（1488年）太政大臣に任命される（翌々年辞去）。明応6年（1497年）には准三宮となった。
永正2年（1505年）6月19日、薨去。享年62。なお、正室はおらず、家女房である北小路俊子が生んだ尚通が後を継いだほか、別の女性との間に良誉（興福寺別当・大僧正）を儲けている。

## 文化人としての側面
政家は和歌に優れており、その歌は『新撰菟玖波集』に入集している。なお明応9年8月13日（1500年9月6日）に近江守護六角高頼の招待で琵琶湖へ出向していた政家が、近江八景の和歌8首を即興で詠んだことが、近江八景の由来として広く知られているが、近年では八景の始まりは政家によるものではない（政家はこの時期、近江へ下向していない）とする説も有力である。
近衛家は藤原氏嫡流として、藤原道長の日記『御堂関白記』をはじめとして、先祖代々の日記や朝廷儀式の記録など、重要な文書を相伝してきたが、政家は応仁・文明の乱に際し、これら大量の古文書を戦火の災いから避けるため、京都の北郊の岩倉に運び出しておいた。このため乱の最中、近衛家の邸宅は焼失したものの、古文書類は難を逃れ後世に伝えられることとなった（詳しくは「陽明文庫」を参照）。
また、政家自身が残した日記『後法興院記』も、室町時代中期の朝廷を知る上での貴重な史料として知られる。

## 官職および位階等の履歴
- 寛正4年（1463年） 従三位右近衛中将
- 寛正5年（1464年） 権中納言兼左衛門督
- 寛正6年（1465年） 正三位
- 文正元年（1466年） 従二位左近衛中将
- 応仁元年（1467年） 権大納言
- 文明4年（1472年） 正二位
- 文明7年（1475年） 内大臣
- 文明9年（1477年） 左近衛大将
- 文明10年（1478年） 辞職
- 文明11年（1479年） 関白・左大臣
- 文明13年（1481年） 左大臣を辞す
- 文明15年（1483年） 関白を辞す
- 長享2年（1488年） 太政大臣
- 延徳2年（1490年） 辞職
- 明応6年（1497年） 准三宮

## 系譜
- 父：近衛房嗣（1402-1488）
- 母：家女房播磨局 - 播磨守某娘
- 妻：北小路俊子（?-1482） - 等心院。北小路家養女。加治能登入道の娘
  - 男子：近衛尚通（1472-1544）
- 生母不明の子女
  - 男子：良誉
  - 子女：大聖院
  - 女子